# ABBYY
ABBYY este o societate internațională dezvoltatoare de programe informatice care oferă recunoașterea optică a caracterelor, captura documentelor și programe informatice pentru calculatoare personale și dispozitive mobile.
Majoritatea produselor ABBYY, cum ar fi ABBYY FineReader, sunt destinate simplificării conversiei documentelor tipărite în format electronic. De asemenea, ABBYY oferă programe informatice și servicii lingvistice.

## Istoria
ABBYY a fost înființată în 1989 de către David Yang sub denumirea de BIT Software, pe care a purtat-o până în 1997. ABBYY are 4 sedii principale: America de Nord (Milpitas, California), Europa de Vest (München), Europa de Est (Kiev) și Rusia (Moscova). Majoritatea proiectelor de cercetare și dezvoltare se derulează la Moscova. Grupul ABBYY dispune de 16 filiale la nivel global în Australia, Canada, Cipru, Franța, Germania, Japonia, Rusia, Spania, Taiwan, Emiratele Arabe Unite, Marea Britanie, Ucraina și Statele Unite. În 2007 s-a înființat o divizie specializată în publicara de dicționare, cărți de referință, enciclopedii și îndrumare: ABBYY Press. De asemenea, ABBYY deține în proprietate ABBYY Language Services, o agenție specializată în servicii de traducere și localizare de ultimă generație.

## Produse
Programele informatice ale ABBYY recunosc caracterele de text și atributele de formatare ale documentelor din imagini. De asemenea, ABBYY dezvoltă aplicații de captură a datelor și documentelor, kituri pentru dezvoltarea de programe informatice, programe informatice lingvistice și de altă natură.

### ABBYY FineReader
Aplicația ABBYY FineReader transformă imagini scanate în formate de fișier editabile, primind calificativul „Excelent” din partea PC Magazine. Cea mai recentă versiune, FineReader 12, recunoaște texte tipărite în 190 de limbi.

### ABBYY FlexiCapture
ABBYY FlexiCapture este un sistem de captură documente și date care extrage automat informații din formulare și documente semistructurate, cum ar fi facturile.

### ABBYY PDF Transformer
ABBYY PDF Transformer este o aplicație destinată prelucrării normale a documentelor PDF, adică vizualizarea, editarea, adăugarea de comentarii, partajarea, transformarea fișierelor PDF etc.
Cea mai recentă versiune a ABBYY PDF Transformer+ oferă funcții pentru deschiderea, editarea, comentarea, transformarea, protejarea fișierelor PDF, extragerea de texte și imagini din fișiere PDF precum și crearea de fișiere PDF din fișiere cu alte formate. Această aplicație a fost lansată pe piața globală în data de 25 martie 2014 și actualizată în 2015. Aceasta recunoaște 189 de limbi și este disponibilă doar pentru Windows. Fiind inițial o aplicație destinată transformării fișierelor PDF, cea mai recentă versiune a ABBYY PDF Transformer a ajuns să fie o aplicație de editare a fișierelor PDF, devenind o alternativă la  Adobe Acrobat.
Formatele de intrare acceptate: PDF, DOC, DOCX, XLS, XLSX, PPT, PPTX, VSD, VSDX, RTF, HTML, BMP, JPEG, JPEG 2000, JBIG2, PNG, TIFF, și GIF.
Formatele de salvare sunt: DOCX, XLSX, PPTX, RTF, PDF, PDF/A(2b), HTML, CSV, TXT, ODT, EPUB, și FB2.

### ABBYY Compreno
Până în 2015 ABBYY s-a preocupat de dezvoltarea unei versiuni utilizabile a noii sale tehnologii de prelucrare a limbilor naturale și de analiză semantică a textelor, denumită ABBYY Compreno. Această tehnologie se presupunea că se bazează pe USH (Universal Semantic Hierarchy - Ierarhie semantică universală). Tehnologia de analiză sintactică se utilizează în completarea USH. Această abordare permite atât analiza sintactică profundă a textului sursă, cât și diferențierea detaliilor subtile ale înțelesurilor pe baza cunoștințelor globale și disciplinare. S-a preconizat că va fi utilizată pentru căutarea de informații intelectuale pe baza unui conținut definit în mod abstract și a unor idei exprimate / subiecți implicați (indiferent de terminologia specifică și vocabularul utilizat), spre deosebire de căutarea bazată pe cuvinte cheie, cea mai răspândită în prezent.

În 2015 ABBYY a materializat tehnologia Compreno sub forma unui produs informatic, lansând pe piață  trei noi programe informatice destinate dezvoltatorilor software bazate pe această tehnologie: ABBYY Smart Classifier SDK, ABBYY Intelligent Search SDK  și ABBYY InfoExtractor SDK.

### Aplicații ABBYY pentru dispozitive mobile
ABBYY FineScanner este o aplicație de scanare pentru dispozitive mobile în sistemul de operare iOS, destinată realizării unor copii electronice de înaltă calitate a unor documente și recunoașterii textelor tipărite în acestea.
ABBYY TextGrabber + Translator este o aplicație destinată capturii și traducerii din mers a unor informații din cărți, reviste, reclame și orare cu ajutorul dispozitivelor mobile. Începând cu 2015 sunt disponibile versiuni pentru iOS și Android.
ABBYY Business Card Reader este o aplicație software pentru dispozitive mobile cu care se pot importa datele de contact de pe cărțile de vizită direct în agenda de pe dispozitivul mobil cu ajutorul camerei telefonului smartphone și a tehnologiei de recunoaștere a textelor. Lansată inițial în 2009, aplicația este disponibilă pentru iOS, Android și Windows Phone (începând cu 2015).
În prezent aplicația recunoaște 22 de limbi și cărți de vizită monolingve și bilingve. Această aplicație a fost primită cu critici pozitive de către revistele PC Magazine din Rusia și Macworld Australia.
ABBYY Lingvo Mobile Dictionaries jsunt aplicații de dicționar electronic pentru iOS, Android și Windows Phone. Pentru aceste aplicații sunt disponibile până la 250 de dicționare pentru 30 de limbi. Aceste aplicații funcționează fără conexiune la Internet. În plus, versiunile pentru iOS și Android pot fi integrate cu alte aplicații.
ABBYY Lingvo PhraseBooks este o aplicație pentru iOS care conține o serie de cărți de fraze legate de subiecte comune în limba engleză, spaniolă, italiană, germană, rusă și franceză, precum și instrumente de învățare precum exerciții sau înregistrări audio ale unor fraze.
ABBYY Lingvo Live este un serviciu nou pentru rețele de socializare destinat celor care vorbesc sau învață diverse limbi, oferindu-le acestora dicționare gratuite.

### ABBYY Lingvo
ABBYY Lingvo Translation Dictionary este un dicționar pentru traduceri care asigură utilizatorului acces la o serie de dicționare bilingve și monolingve. Sunt disponibile mai multe versiuni, pentru până la 19 limbi (iunie 2015).

## Opinii
PC Advisor a considerat, în 2005, că „FineReader 8.0 Pro este cel mai bun software OCR dintre cele pe care le cunoaștem”, în timp ce  PC Magazine i-a acordat patru stele din cinci.
În ianuarie 2007, FineReader Engine (un kit SDK pentru OCR) a fost aleasă pentru a fi utilizată în sistemul de management al documentelor DocumentMall dezvoltat de Ricoh.
În februarie 2014 ABBYY a fost inclusă în lista „100 Companies That Matter in Knowledge Management” (Lista celor 100 de companii care contează în domeniul gestionării cunoștințelor) de către KM World.
În septembrie 2014 revista PCMag a evaluat ABBYY FineReader 12 Professional, notând: „OCR este o categorie de programe informatice în care există un învingător cert, restul putând fi trecuți la „și alții”. An de an, Abbyy FineReader obține premiul Editors' Choice din partea revistei noastre pentru programul de recunoaștere optică a caracterelor, și, de la an la an, este din ce în ce mai performantă.

## Premii
În mai 2006 ABBYY USA a obținut premiul Fujitsu Quarterly Innovative Leadership Award.
În decembrie 2014 MobileVillage.com a premiat șase aplicații ABBYY pentru dispozitive mobile în diverse categorii, cu distincții de Superstar, Shining Star și Rising Star.

## Denumirea societății
ABBYY susține că această denumire înseamnă „ochi ager” în limba părinte reconstruită ipotetică a Miao–Yao, Nu, Hmong–Mien, Hmong și Kim Mun grupuri din familia de limbi sino-tibetane.